# Фляндрівка

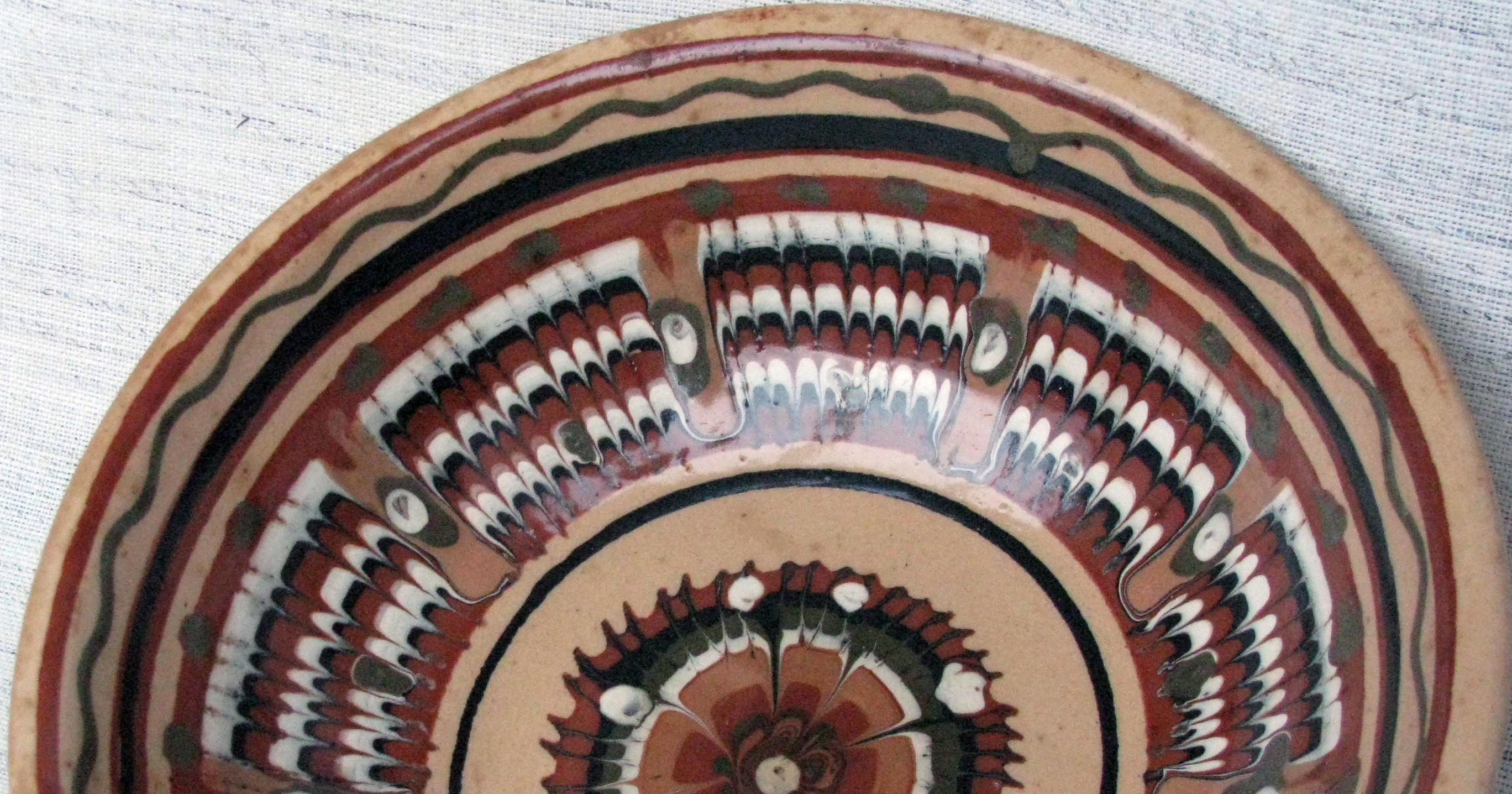
Фляндрована миска

Фляндрівка (Фляндрування) — поширений в Україні прийом оформлення кераміки, техніка розпису по глині ангобами в українських народних гончарних промислах. 
Найкращі ранні зразки фляндрівки належать художній промисловості Київської Русі X—XII ст. ст. Це дійсно автентична, українська техніка розпису по глині. В прикордонних з Україною країнах існують схожі елементи, але свого повного, потужного розквіту фляндрівка отримала саме в Україні. 
В Україні фляндрівку широко застосовують гончарі Полтавської, Київської, Вінницької й інших областей. Масову продукцію із застосуванням фляндрівки випускає приватне підприємство «Васильківська майоліка».

## Техніка створення
Принципи її створення нескладні, але досить дивні та не менш цікаві. Складною цю техніку робить ідеальна підготовка матеріалу (сушка тарелі або іншого посуду) і підбір кольорової гами і схеми-композиції роботи (все в голові, ніяких ескізів не може бути тільки загальна, уявна картина), ну і швидкість виконання – глина швидко підсихає. На попередньо залитий ангобом фон наносяться геометричні лінії по спіралі, а на них в певному порядку наносяться краплі ангобом іншого кольору, вони стікають до центру роботи створюють дивну геометричну картинку-візерунок, як павутиння. Краплі ангобу повільно тягнуть за собою всі попередньо нанесені лінії, утворюючи неповторний (навіть для майстра малюнок). Унікальність фляндрування, як техніки – її безпомилкове виконання. На таріль малюнок наноситься швидко і один раз. Невірний рух і роботу зіпсовано. Після висихання тарелі з розписом випалюють, покривають поливою і малюнок стає активний, яскравий. Прийомів у фляндруванні існує декілька: «косичка», «курячий хвіст», «точкування», «хвилька», «безкінечник» та інші.
За своїм характером і композицією готовий фляндрований виріб (робиться виключно на крузі, або турнетці принципом обертання), дуже схожий на сонце.
Технікою фляндрівки можна декорувати вази, глечики, миски, тарілки, горнята та навіть кахлі для коминків

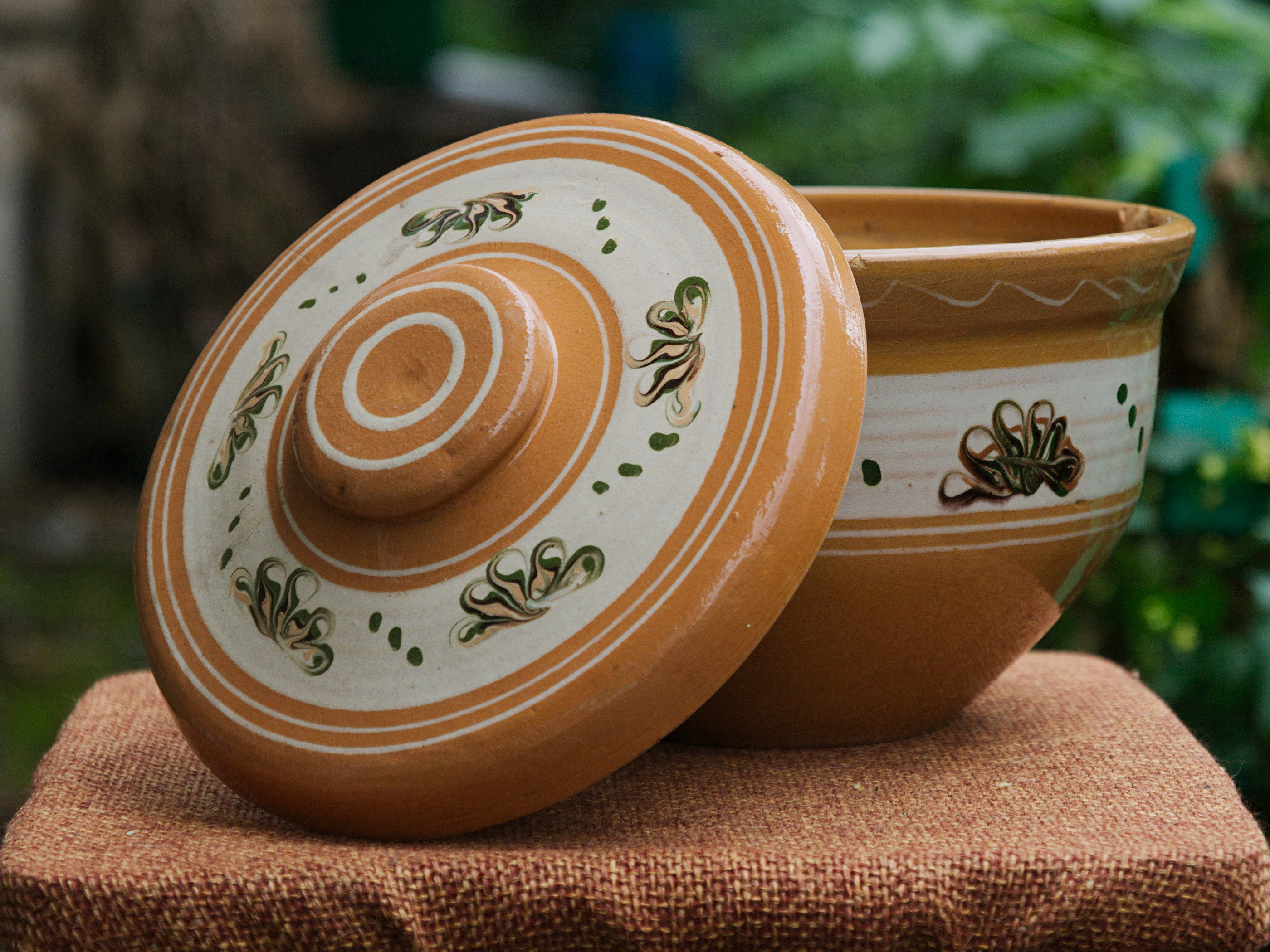
Горщик з кришкою, прикрашені фляндрівкою, опішнянська кераміка
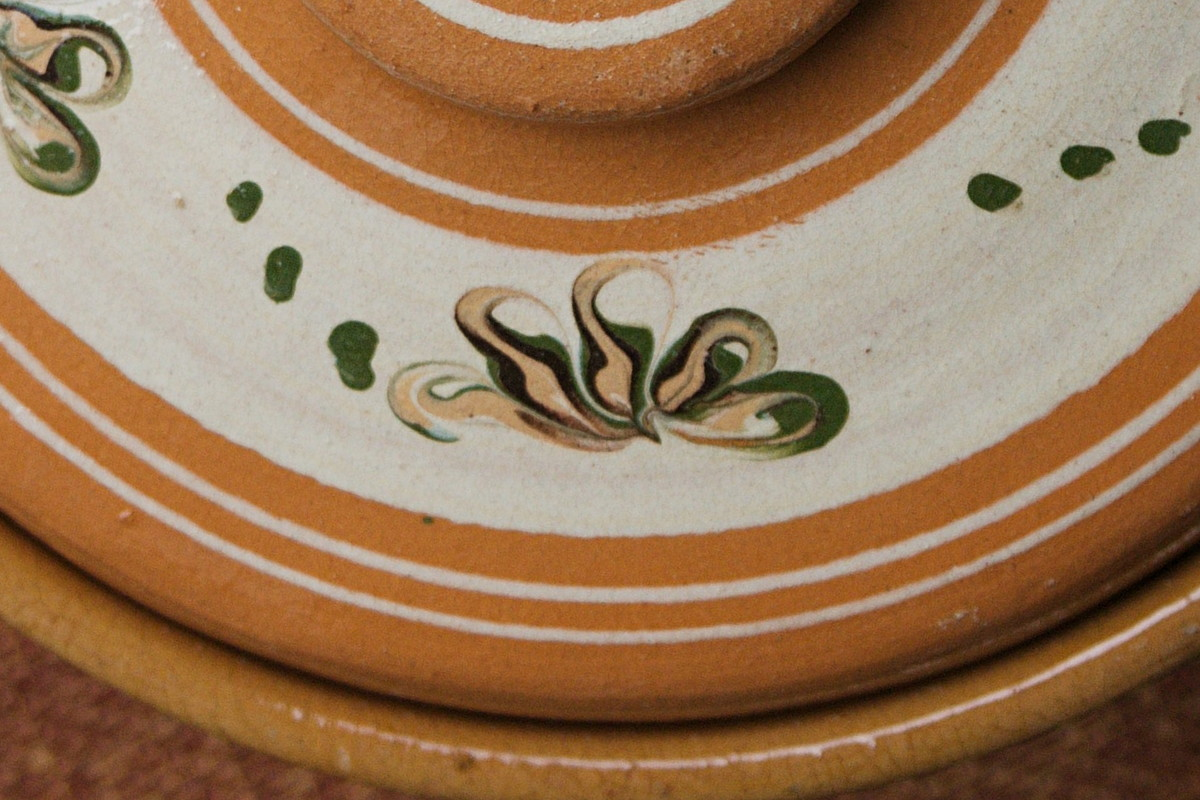
Фрагмент кришки
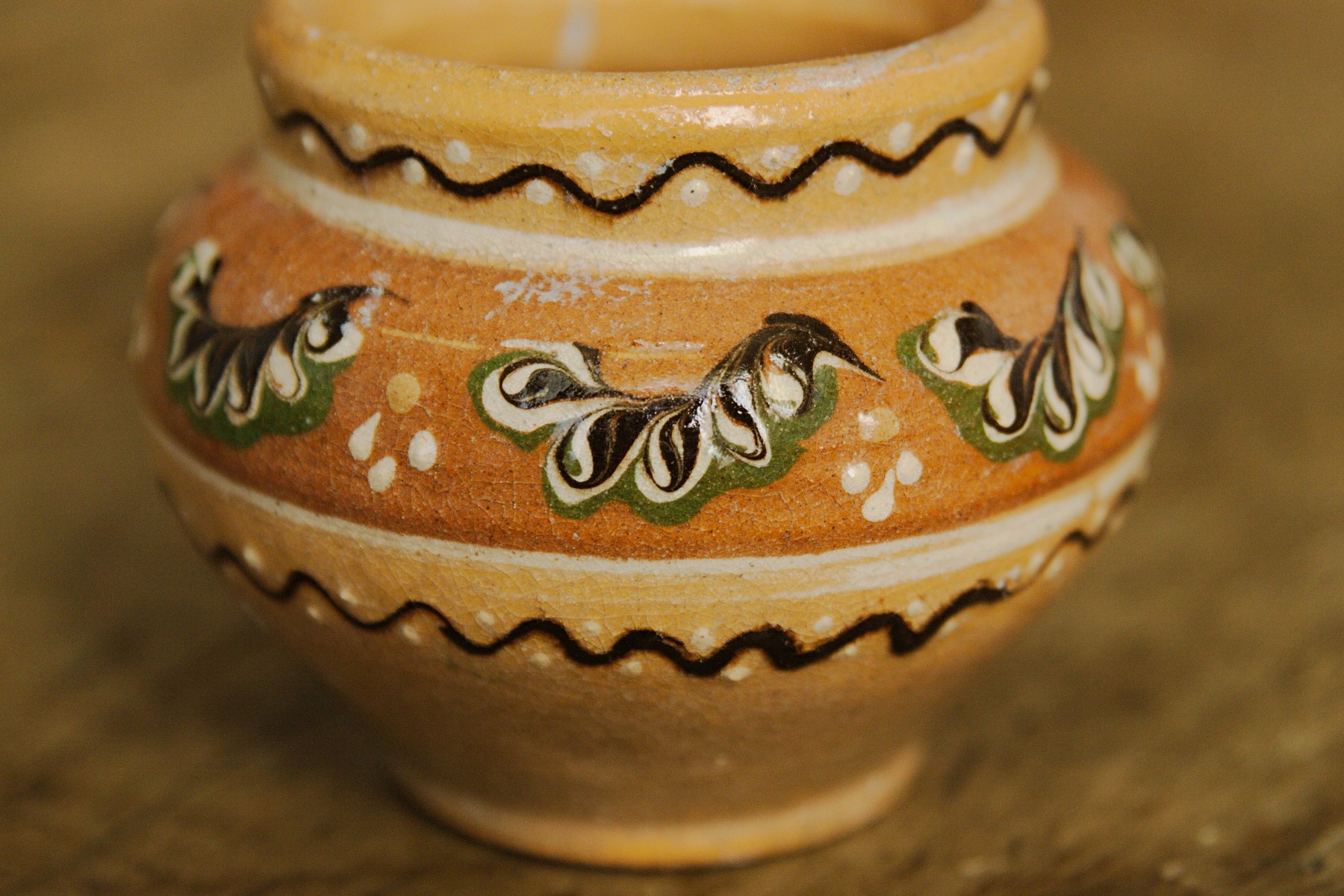
Фляндрівка на бічній стороні горщика
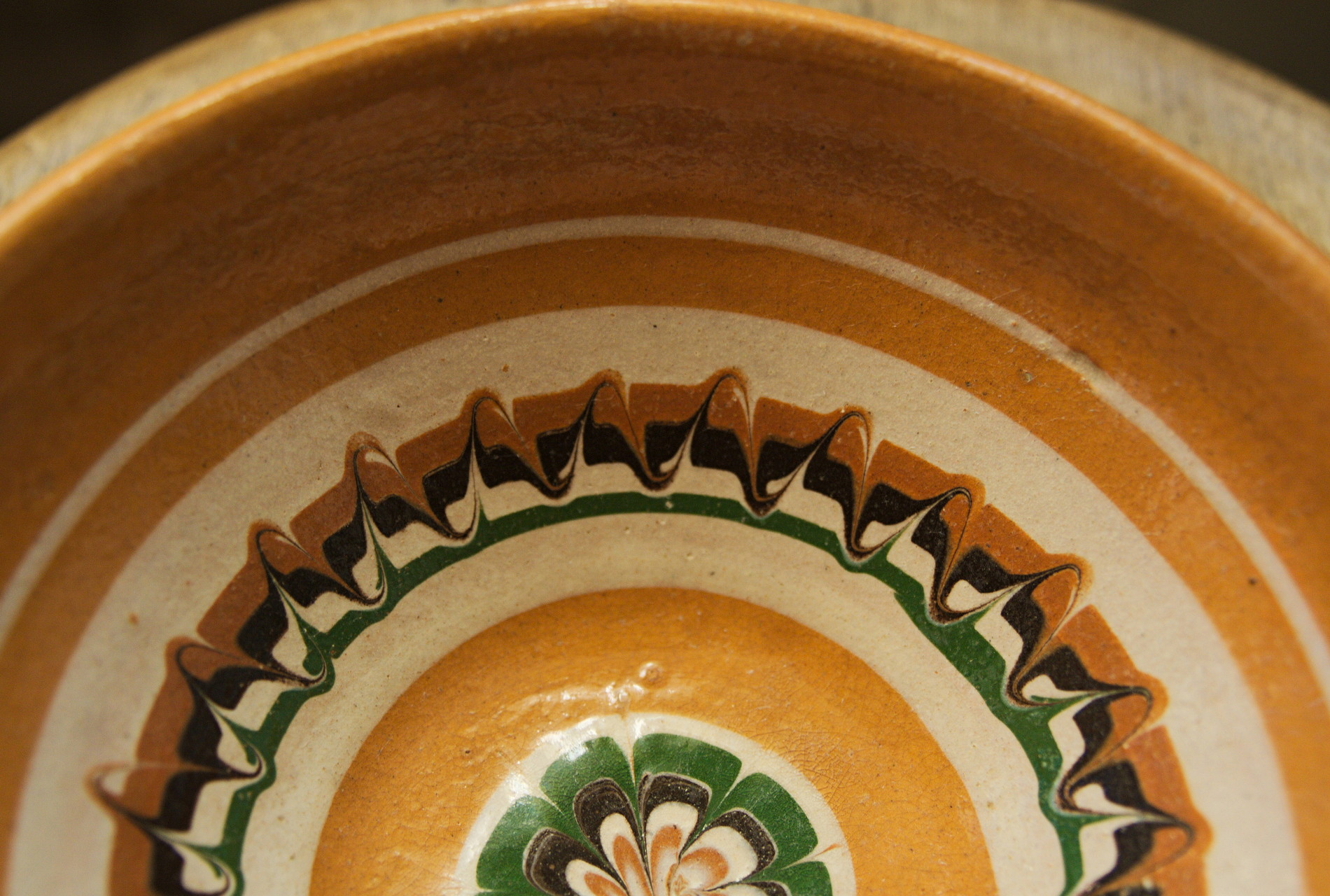
Два різновиди фляндрівки на мисці

## Фляндрівка в світі
Сучасна назва техніки та візерунку імовірно походить від фр. flandrin — "витягнутий, прочесаний". Ще в Стародавньому Єгипті гарячі заготовки скляних виробів обмотували різнокольоровими скляними нитками, потім прочісували металевим гребнем і обкатували. В результаті з'являвся своєрідний смугастий декор "хвилею". 
Протягом останнього століття техніка фляндрування набула широкого розповсюдження в Болгарії, де успішно користується туристичним попитом. Візерунок має назву "троянська шарка", що походить від назви містечка Троян. На створення такого візерунку місцевих майстрів надихнули розписи Троянського монастиря Успіння Пресвятої Богородиці.

## Цікавинки
Свідченням давньої традиції використання фляндрівки в Україні є розповсюдженість техніки, різноманіття колористичних прийомів та створення особливих назв для неї в побуті алежно від місцевості. Зокрема в с. Дибинці (Наддніпрянщина) миски прикрашені фляндрівкою називають "порані миски". Мальовані канівські миски були червоного або білого кольору в залежності від обливки.